# Iwo Jima

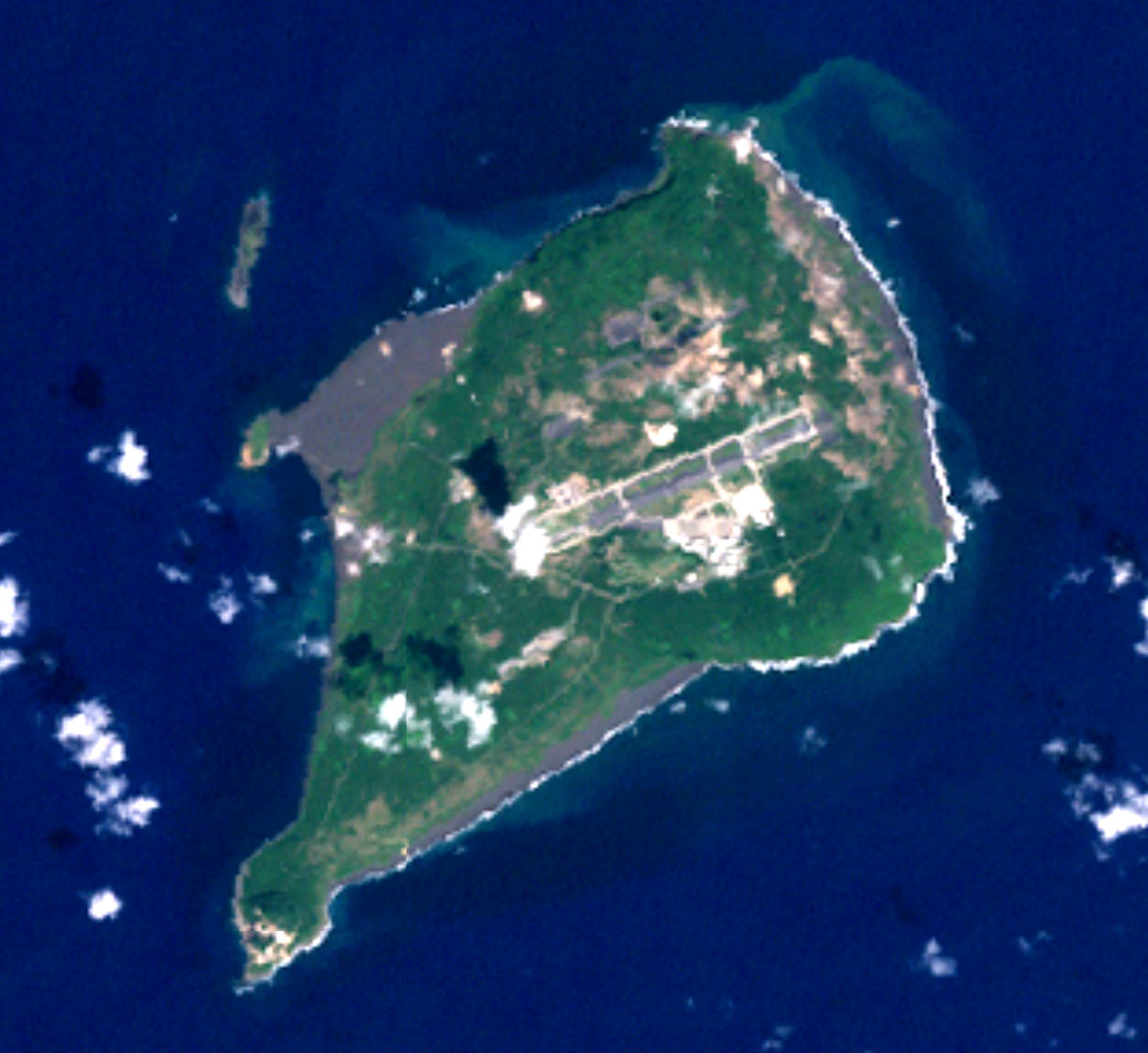
Iwo Jima - foto satélite - Landsat em 1999, cortesia NASA.

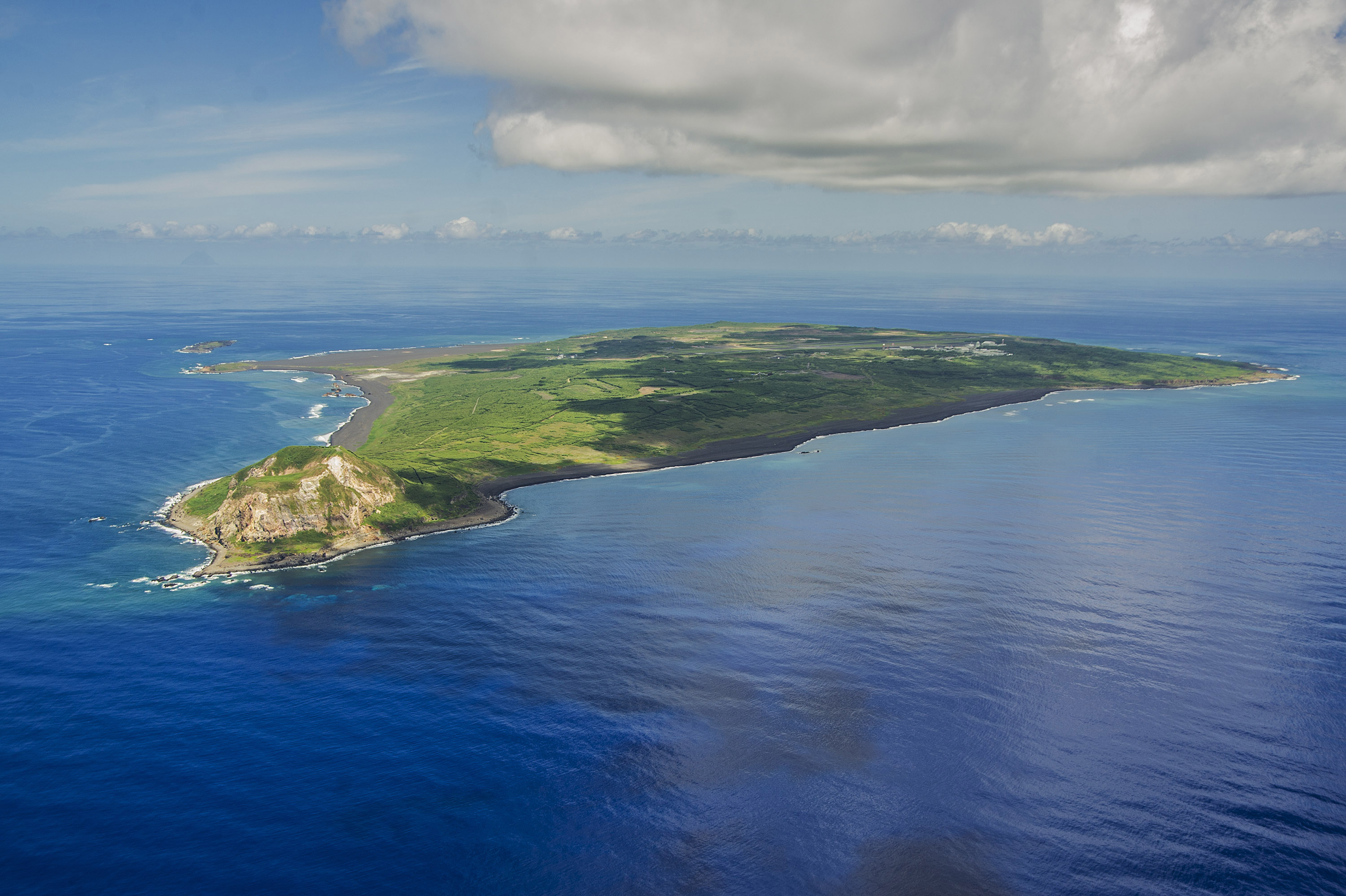
Vista aérea de Iwo Jima. O monte Suribachi pode ser visto como o ponto mais alto da ilha.

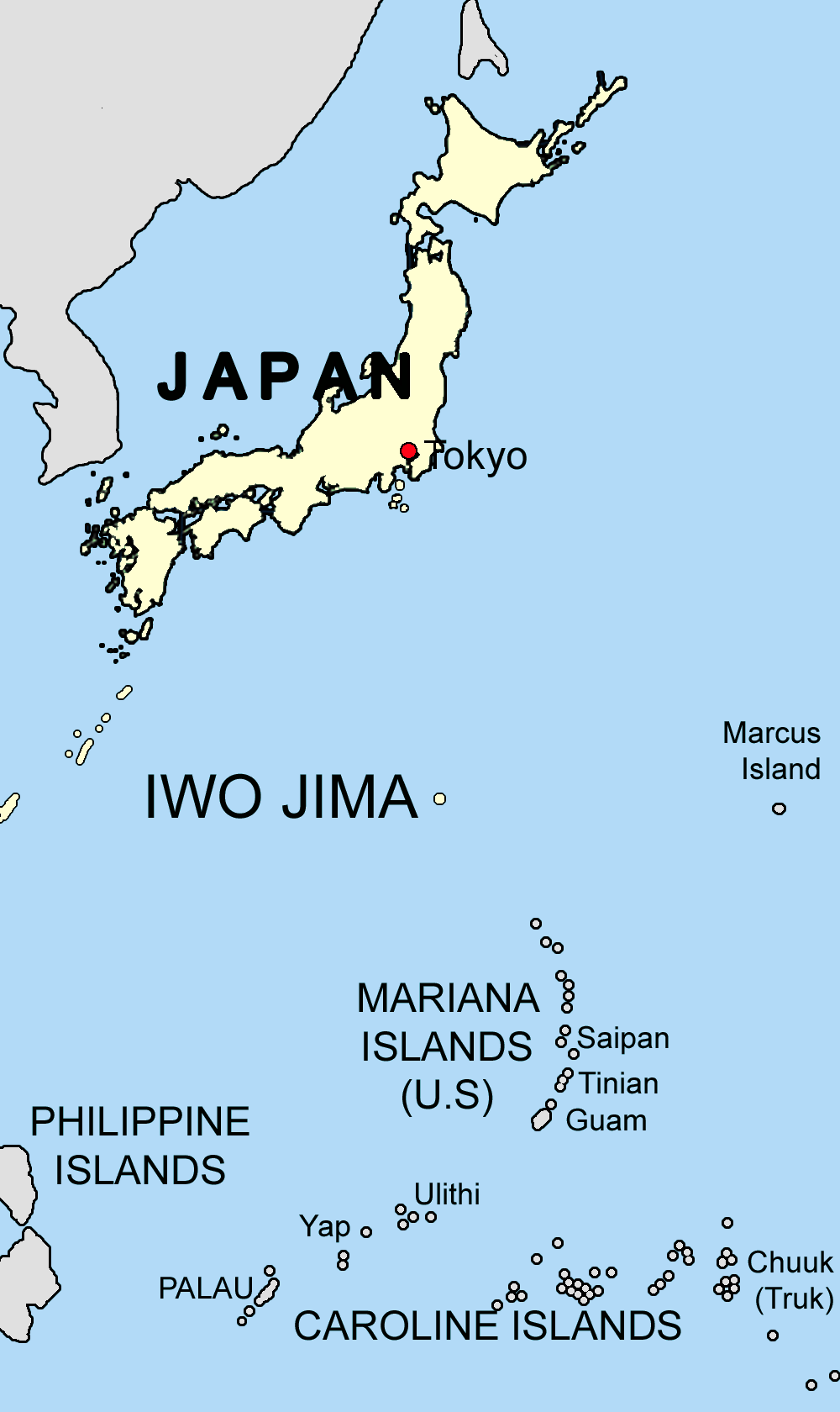
Localização de Iwo To

Iwo Jima (硫黄島, Iōtō, Iōjima; lit. 'Ilha de Enxofre') é uma das Ilhas Vulcões Japonesas, que ficam ao sul das Ilhas Bonin e, junto com elas, formam o Arquipélago de Ogasawara. Juntamente com as Ilhas Izu, elas formam as Ilhas Nanpō do Japão. Embora esteja a 1 200 km (750 milhas) ao sul de Tóquio em Honshu, Iwo Jima é administrada como parte da Subprefeitura de Ogasawara do Governo Metropolitano de Tóquio.
Com apenas 29,86 quilômetros quadrados (11,53 milhas quadradas) de tamanho, a ilha ainda é vulcânica e emite gases sulfurosos. O ponto mais alto de Iwo Jima é o Monte Suribachi com 169 m (554 pés) de altura. Embora provavelmente tenha sido passada pelos micronésios que seguiram para as Bonins ao norte, Iwo Jima foi amplamente ignorada pelos espanhóis, holandeses, britânicos e japoneses até uma data relativamente tardia após sua redescoberta em 1543. Os japoneses acabaram colonizando a ilha, administrando-a como a Vila Ioto ou Iojima sob jurisdição de Tóquio até que todos os civis foram evacuados à força para Honshu em julho de 1944, próximo ao final da Segunda Guerra Mundial.
Por ser capaz de fornecer campos de aviação seguros dentro do alcance fácil das Ilhas Principais Japonesas, Iwo Jima não foi passada para trás como outras fortalezas do Pacífico; ao invés disso, a Batalha de Iwo Jima entre fevereiro de 1945 e março de 1945 foi alguns dos combates mais ferozes da Guerra do Pacífico, com o Japão Imperial e os Estados Unidos sofrendo mais de 20 000 baixas cada um. A fotografia de Joe Rosenthal do segundo hasteamento da bandeira no Monte Suribachi tornou-se um dos exemplos mais famosos do fotojornalismo de guerra e uma imagem americana icônica. Após a rendição japonesa, as forças militares americanas ocuparam Iwo Jima junto com as outras Ilhas Nanpo e as Ryukyus; Iwo Jima foi devolvida ao Japão com as Bonins em 1968.
Agora tecnicamente parte do território e jurisdição municipal da Vila de Ogasawara, a ilha ainda não tem habitantes permanentes exceto uma base das Forças de Autodefesa em seu Campo Central. Seus soldados, marinheiros e aviadores recebem seus próprios serviços de Ayase ou Sayama, mas fornecem assistência de emergência às comunidades nas Bonins que ainda estão conectadas com o continente apenas por uma balsa infrequente de um dia inteiro. A partir de 1991, a terra de Iwo Jima era propriedade de seis indivíduos, da Vila de Ogasawara e do Governo do Japão. Além disso, pelo menos oito indivíduos detinham direitos de arrendamento em certas partes da terra de propriedade da vila. O Escritório de Defesa Kanto Norte do Ministério da Defesa paga aluguel sobre o arrendamento da terra aos proprietários individuais e arrendatários.
A área de Iwo Jima continua a aumentar devido à elevação do solo devido à atividade vulcânica ativa; em 1911 era de 19,3 quilômetros quadrados (7,5 milhas quadradas), em 1945 era de 20,3 quilômetros quadrados (7,8 milhas quadradas), em 2014 era de 23,73 quilômetros quadrados (9,16 milhas quadradas) e em 2023, era de 29,86 quilômetros quadrados (11,53 milhas quadradas).

## Nome

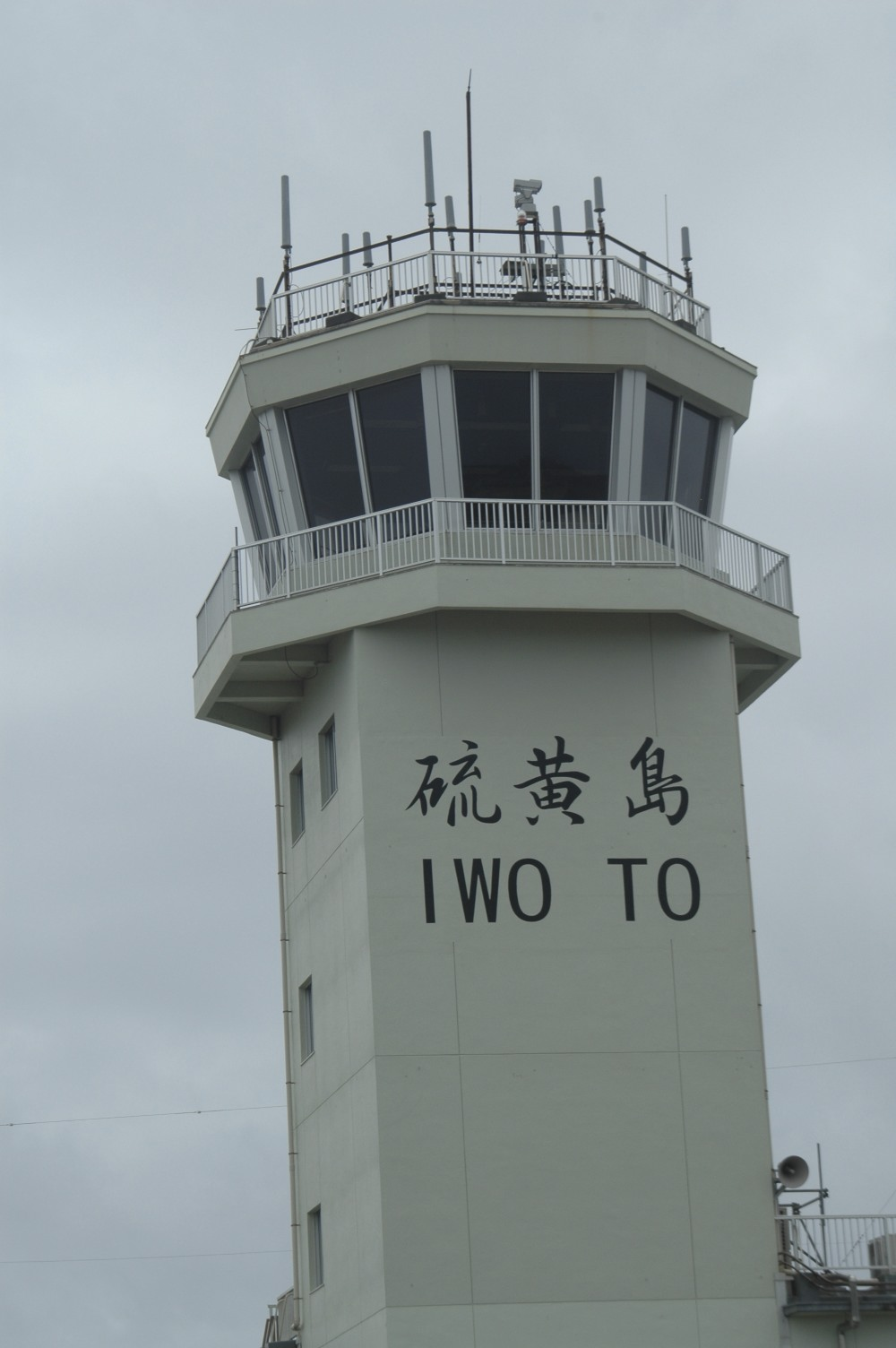
A SDF da ilha torre de controle do aeroporto (2010)

Os registros originais da expedição de De la Torre de 1543 foram perdidos, mas ele não parece ter nomeado separadamente Iwo Jima, apesar de fontes posteriores às vezes creditarem erroneamente a ele o nome Ilha do Enxofre (orig. Isla Sufre ou de Sufre). Em vez disso, ele parece ter nomeado apenas as Ilhas Vulcânicas como um grupo (orig. Balcones) após uma erupção—provavelmente em Iwo Jima do Sul—ativa quando seu navio passou pela área.
Outros exploradores espanhóis podem ter nomeado ou renomeado a ilha nos anos seguintes. Certamente, John Gore estava ciente dos relatos espanhóis da área com ele quando visitou em 1779 e registrou seu nome inglês como Sulphur Island.
O nome foi posteriormente calcado para o japonês médio tardio com a forma sino-japonesa e pronúncia Iwōtō ou Iwō-tō (硫黄島, イヲウトウ, "Ilha do Enxofre"), ainda usado pela torre de controle para o aeroporto restante. No passado, isso também era às vezes romanizado como Iwautau. A leitura japonesa nativa do mesmo caractere 島 é shima (levando à leitura errônea inglesa Iwo Shima), que tipicamente muda para jima quando prefixada por outro caractere. Esta versão é a origem dos nomes ingleses Iwojima, Iwo-jima, e Iwo Jima, com muitas variantes de pronúncia incluindo [ˌiːwoʊˈdʒiːmə] e [ˌiːwəˈdʒiːmə]. Esta forma arcaica ou equivocada do nome japonês foi particularmente reforçada durante a Segunda Guerra Mundial, quando foi erroneamente usada por oficiais navais japoneses que chegaram para fortificar a ilha antes da invasão americana.
No uso japonês geral, o /w/ saiu da pronúncia moderna para se tornar Iōtō ou Iō-tō (イオウトウ), uma ortografia formalmente adotada após a reforma ortográfica de 1946 do Japão. Esta forma mais nova é às vezes emprestada para pronúncias inglesas do nome da ilha como [ˌiːoʊˈdʒiːmə] e [ˌiːəˈdʒiːmə]. Os filmes de alto perfil de Clint Eastwood Flags of Our Fathers e Letters from Iwo Jima reviveram reclamações de residentes do pré-guerra sobre leituras incorretas contínuas do nome da ilha, particularmente dentro do japonês. Após debate formal, o japonês Ministério da Terra, Infraestrutura, Transporte e Turismo Instituto de Pesquisa Geográfica anunciou formalmente em 18 de junho de 2007 que a pronúncia oficial retornaria a Iōtō ou Iō-tō.
硫黄島, pronunciado Iōjima, é atualmente o nome de uma ilha diferente em Kagoshima.